# Pasporta Servo
| Esperanto |  |
| |  |
| Jazyk |  |
| |  |
| - Akademie esperanta - Gramatika - Slovníky - Esperantologie - Abeceda - Číslovky - Fundamento - lernu! - Letní škola esperanta                                                                             |  |
| |  |
| Organizace |  |
| |  |
| - UEA - TEJO - E@I - EEU - SAT - Český esperantský svaz - Česká esperantská mládež - Esperantské kluby - Katolíci                                                                                           |  |
| |  |
| Dějiny |  |
| |  |
| - Ludvík Lazar Zamenhof - Časová osa - Buloňská deklarace - Ido-schizma - Krize ata/ita - Neutrální Moresnet - Interhelpo - Pražský manifest - Bona Espero - Esperantské město                              |  |
| |  |
| Kultura |  |
| |  |
| - Esperantská setkání - Pasporta Servo - Hudba - Rozhlas - Finvenkismus - Homaranismus - Kabei - Politika - La Espero - Stelo - Symboly (vlajka) - UK - IJK - Esperantista - Rodilí mluvčí - Zamenhofův den |  |
| |  |
| Literatura |  |
| |  |
| - Autoři - Esperantské časopisy - Esperantské slovníky - PIV - Wikipedie - KAEST |  |
| |  |
| Úhly pohledu |  |
| |  |
| - Propedeutická hodnota - Srovnání s idem - Srovnání s interlinguou - Reformy - Odpor vůči esperantu |  |

Pasporta Servo (v esperantu Pasová služba) je mezinárodní hostitelská síť pro mluvčí jazyka esperanto, existující od roku 1974. Je založena na každoročně vycházejícím adresáři lidí ze zemí všech kontinentů, kteří nabízejí jiným esperantistům možnost bezplatného přenocování ve své domácnosti. V esperantské kultuře jde o významnou publikaci, kterou svým významem přesahuje zřejmě pouze Plena Ilustrita Vortaro (Úplný ilustrovaný slovník).[zdroj⁠?!] Vydání z roku 2007 obsahuje adresy 1320 hostitelů v 92 zemích světa. Od roku 2009 je služba zabezpečována primárně v elektronické podobě na internetu, tištěný seznam hostitelů však nadále zůstává dostupný.